# Емерих Линденмајер
Емерих Линденмајер (Ораовица, Банат 1806 — Београд, 1884) био је војни љекар српске војске. Године 1838. постављен је за првог штабсдоктора војске, а 1854. наименован на мјесто начелника санитетског одјељења Попечитељства внутрених дела. Оснивач је војних болница у Београду, Крагујевцу и Ћуприји. Радио је много на сузбијању епидемија разних болести честих у војсци тог доба и организовао карантинску службу на границама Србије. При тровањима увео је обавезу хемијских анализа.
Уз знатан практични рад бавио се писањем на њемачком и српском. Аутор је прве историје српске санитетске службе (Темишвар, 1876) и мањег рада Опис минералних вода у Србији (Београд, 1856).

## Биографија
Основну школу је завршио у Чакову у Банату, у породици хирурга и балнеолога, тако да је одмалена био упућен на бање и њихове минералне воде. Још као студент медицине, радо је са оцем посећивао бање и помагао му у испитивању њихових лековитих вода. Ту љубав према балнеологији, Линденмајер је пренео и на српске бање.
Др Линденмајер је о свом животу оставио само кратку белешку, али је у „Српском архиву за целокупно лекарство“ 1938. године др Војислав Михаиловић истакао значај његовог рада на пољу медицине у Србији.
Линденмајер је за лекара промовисан у Пешти 1832. године дисертацијом Hippokrаtes – Homo, Philosophus, Medicus. После три године слободне праксе, 1835. године дошао је у Србију. Први положај на који је постављен био је окружни лекар Подринско – савске команде са седиштем у Шапцу, одакле је после две године премештен у Београд где је, уместо хонорарног лекара др Штекера, постављен за лекара војне болнице. Незадовољан овим положајем, а и како није могао да добије већу плату, др Линденмајер је намеравао чак и да напусти Србију и врати се у Пешту. После преписке са кнезом Милошем, премештен је у Крагујевац за гардијског лекара. До тада овај положај је припадао др Пацеку који је унапређен у дворског и личног кнежевог лекара. У Крагујевцу је Линденмајер у јулу 1839. године постављен за штаб лекара. Њему припада велика заслуга како за уређење војних болница („Устројеније шпитаља централне војске“ из 1844. године), тако и за унапређење Војног санитета. Године 1845. др Јован Стеић постаје главни секретар Савета, а на његово место, место шефа Санитета, наименован је др Емерих Линденмајер. Од тада није могуће говорити само о Санитету или само о Линденмајеру. На овом положају он је остао све до пензионисања 1859. године.
За време док се налазио на месту начелника Санитета Линденмајер је радио на томе да се у сваком округу образује болница али и на унапређењу бања. Велики успех постигао је у борби против „френге“ (сифилиса), болести која се тридесетих година јако раширила по Србији. Поставши шеф Санитета формирао је лекарску комисију која је требало да утврди природу ове болести, а 1851. године основана је и болница у Гургусовцу за лечење оболелих од сифилиса.
Дуго времена у Санитету није било друге стручне особе изузев Линденмајера, тако да је сав посао морао сам да обавља. Због тога се залагао да место секретара припадне једном лекару. Како је Линденмајер био преоптерећен обавезама, око 1848. године формирао је једну повремену лекарску комисију са којом би се саветовао о неким важним санитетским питањима. Комисија је 1852. године постала стална комисија на челу са др Линденмајером док је за Деловодитеља Столоначелника изабран др Аћим Медовић.
Др Линденмајер је у два наврата, најпре 1847, а онда и 1852. године успео да обнови лекарску читаоницу коју је још 1842. године био основао др Пацек. Његовим залагањем обновљен је и сиротињски фонд у Београду, а онда и по градовима у унутрашњости. Године 1848. и 1849. успешно се борио против две епидемије колере у Србији, активно учествовао у борби против голубачке мушице...
Уз велику подршку кнеза Александра Карађорђевића, др Линденмајер је веома успешно радио на подизању и унапређењу наших бања. Можда зато што је он био смештен у Крагујевцу, или што је био упућен да је овде и Доситеј Обрадовић долазио и лечио се још пре него што је бања добила свој први каптиран извор, др Линденмајер је највише пажње посветио Буковику и изворима минералне воде. Ипак, ни друге бање није запоставио: до 1850. године у Алексиначкој бањи је пронашао нову, јачу жицу воде, а у Брестовачкој за државу откупио велики део земље ради балнеонасеобинске изградње. Захваљујући њему, 1851. године настао је први правилник за све наше бање и минералне воде у коме су тачно одређене дужности бањских лекара и осталих бањских службеника, али и посетилаца. Исте године наредио је Окружним начелствима да у време бањске сезоне, која је трајала три месеца, у бање морају да пошаљу једног бањског лекара који ће посетиоцима давати упутства о коришћењу минералне воде.
Од 1852. године, опет залагањем др Линденмајера испитивање квалитета минералних вода почело је да се врши на самим изворима. Те анализе вршила је комисија састављена од начелника Санитета, државног апотекара и других потребних стручњака.
До данас су сачувана три Линденмајерова списа о минералним водама. Први рад био је Опис минералних и лековитих вода у Књажеству Србији који је објављен на српском и на немачком језику 1856. године у Београду. Друга два списа написана су на немачком језику. Један од њих посвећен је опет једној бањи, бањи у Бузјашу, где је он са оцем радо одлазио - Die Mineral-Quellen in Busiaš, а рад је објавњен 1856. у Темишвару. Други и најзначајнији рад др Линдермана написан на немачком језику је  у којој даје детаљан приказ историје санитета у Србији до 1859. години, док се он налазио на челу Санитета, а од те па до 1870. године само у кратком прегледу.
Др Линденмајер је пензионисан изненада 1859. године. Ипак, уместо у пензију др Линденмајер је стављен на „расположење“, у ком је остао до 21. јануара 1865. године, када је по својој молби пензионисан.
Догађаји из 1859. године (смена на челу Санитета) јако су погодили др Линденмајера. Како би неправду учињену према њему бар мало ублажио, кнез Михаило га је одликовао једним високим орденом, а у време бомбардовања Београда још једном му је одато признање: позван је у Војно министарство где му је поверено да у случају потребе организује санитет у Београду. Тада је последњи пут дошла до изражаја Линденмајерова способност: у року од непуног сата он је Војном министарству поднео план за најнеопходније припреме у Санитету у случају оружаног сукоба у Београду.
Када се ситуација у Београду смирила, др Линденмајер се повукао и посветио писању свог најзначајнијег списа посвећеног санитету у Србији.
Умро је у Београду 12, а сахрањен 14. октобра 1893. године на старом гробљу поред Маркове цркве. Посмртни говор одржао је др Владан Ђорђевић:
“... На гробу др Линденмајера мајка Србија вели: хвала ти, посинче, што си ми цео твој вредни живот посветио. А ми, његови последници, који имамо да наставимо унапређење санитетске струке у Србији, ми му велимо: Част успомени твојој међу нама”.
Будући да је др Линденмајер био велики заљубљеник у бање, као начелник Санитета врло често их је посећивао, обилазио њихове изворе, залагао се за њихово што боље уређење. Готово сви важнији датуми у историји буковичке Киселе воде везани за његово име.